# Morniflumate
Morniflumate là một loại thuốc chống viêm không steroid (NSAID).